# Our (dopływ Sûre)
Our (hist. Ur) – rzeka o długości 96 km. Przepływa przez Niemcy, Luksemburg i Belgię. Jest dopływem rzeki Sûre.